# Le Saillant
Le Saillant est un lieu-dit français du département de la Corrèze et de la région Nouvelle-Aquitaine (plus précisément avant 2016 dans l'ex-région administrative Limousin).

## Géographie
Situé à cheval sur les communes de Voutezac et d'Allassac, (les gens du coin parlent encore du « Saillant d'Allassac » et du « Saillant de Voutezac »), Le Saillant est un petit village au débouché des gorges de la Vézère, célèbre pour son pont médiéval composé de six arches, deux sur Allassac et les autres sur Voutezac.
À l'intérieur du Saillant d'Allassac, il convient de distinguer le Saillant Vieux où se trouve le château de Lasteyrie.

## Toponymie
En latin, aqua saliens désignait une eau bondissante. Ce nom évoque des rapides et une cascade dans une gorge profonde. Il est appelé ad illo Salente en 904.

## Histoire
Le Saillant fut une villa royale sous les Mérovingiens.
Ce fut une ancienne seigneurie qui portait le nom d'Orbaciacus et de Sailhens dans les vieux cartulaires.
L’origine du Saillant est très ancienne. Le cartulaire de l’abbaye de Beaulieu-sur-Dordogne atteste qu’en 876, Eudes, Comte de Toulouse, détenait le village d’Orbaciac, ancien nom du Saillant.
Au Moyen Âge, il faisait partie de la vicomté de Comborn qui représentait à peu près le quart de l’actuel département de la Corrèze.
En 1372, Archambaud IX de Comborn vendit les terres du Saillant ainsi que le château, le pont et les droits de péages y afférents à Reynaud de Lasteyrie qui les céda à son frère Guy.
La chapelle fut construite entre 1620 et 1624 par Jean II de Lasteyrie du Saillant.
Elle est célèbre pour sa vierge, appelée Notre-Dame du Saillant, et ses vitraux.
La vierge en bois polychrome, située près de l’autel, porte avec les armes des Rouffignac, l’inscription suivante :
« Noble Peironele de Loffignac fit faire cet image l’an 1547»
Elle proviendrait de l’ancienne chapelle de la Bontat, aujourd’hui disparue.
Peyronnelle de Rouffignac était l’épouse de Guillaume de Lasteyrie du Saillant qui fit ériger le Saillant en vicairie, et qui le restera jusqu’à la Révolution.
Les vitraux sont l’œuvre de Marc Chagall pour la conception et du maître verrier Charles Marcq pour la réalisation. Ils ont été posés entre 1978 et 1981.
Le 15 avril 1944, une rafle de résistants est menée par l'occupant allemand et la Brigade nord-africaine de la Bande Bonny-Lafont. Le 14 avril 1985, une stèle commémorant les événements est élevée sur la place du Saillant. Elle répertorie les noms des quatre villageois arrêtés et disparus en déportation à Neuengamme mais elle laisse dans l'oubli les cinq juifs raflés le même jour et exterminés à Birkenau et dans les Pays baltes. Depuis le 14 avril 2019 une seconde stèle rend hommage à ces victimes de la Shoah. Par ailleurs, un odonyme local (place du 15-Avril-1944) rappelle le souvenir de la rafle.

## Monuments et sites touristiques

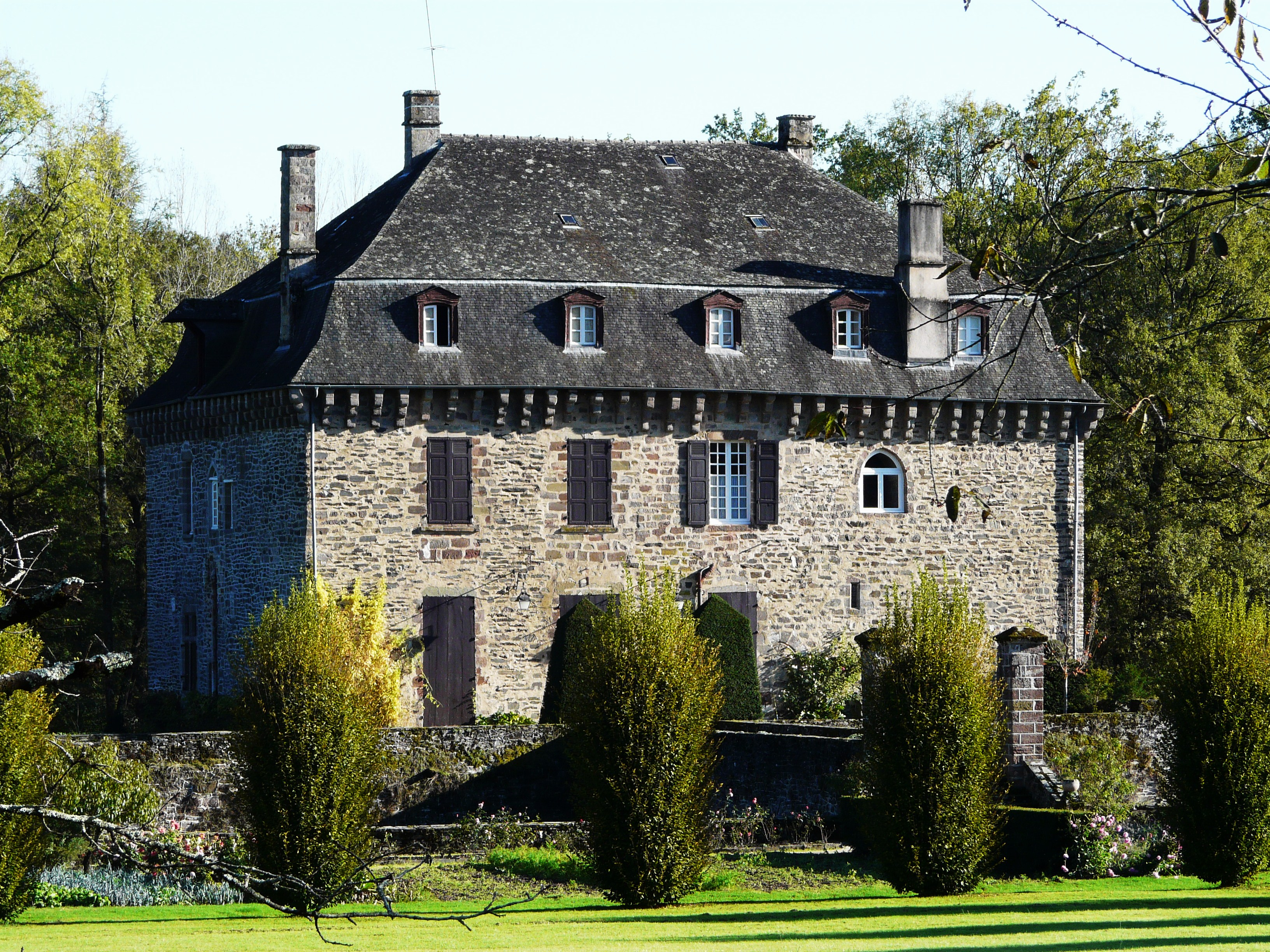
Le château de Mirabeau.
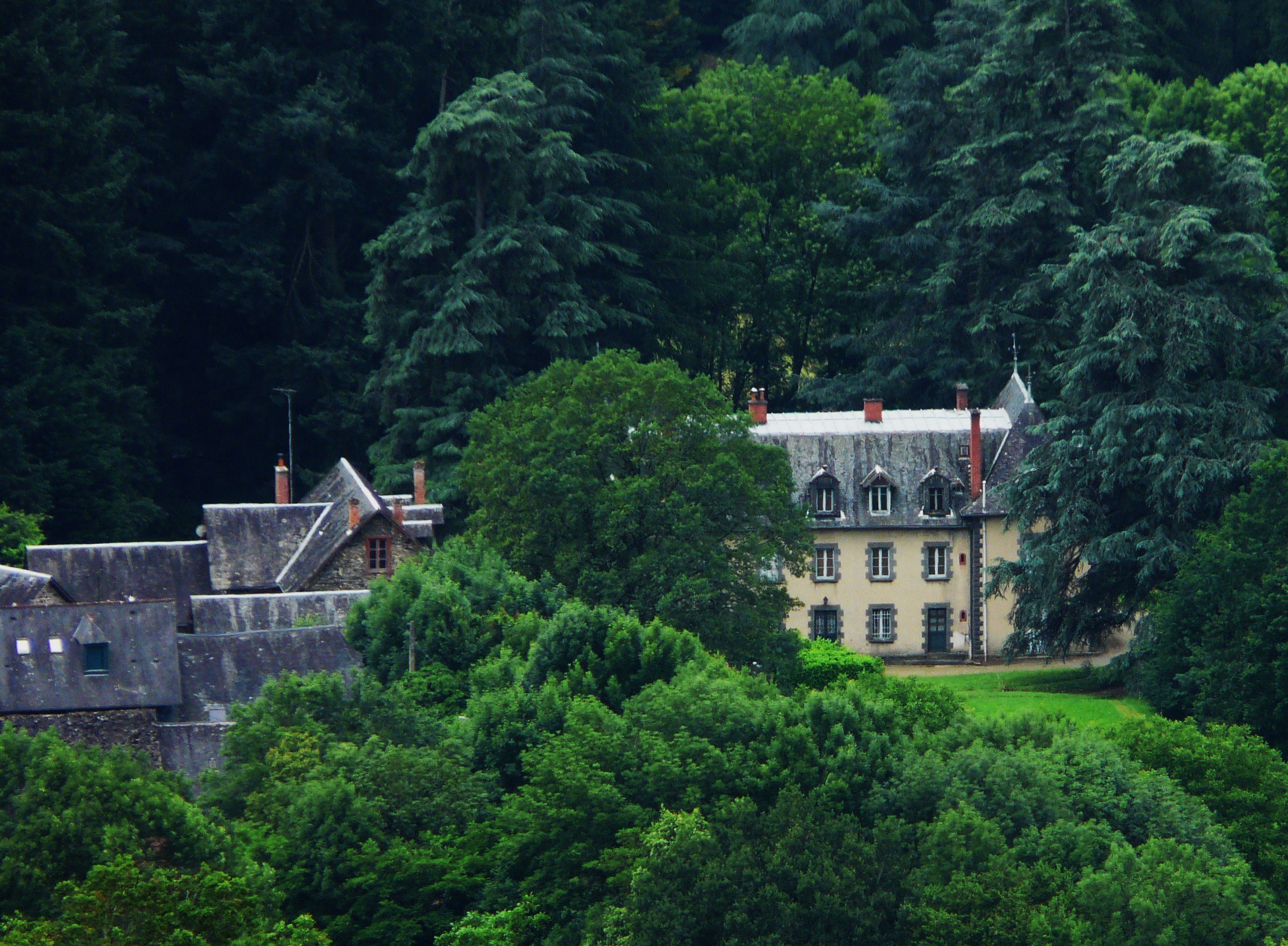
Le château de Lasteyrie vu du site de La Roche.
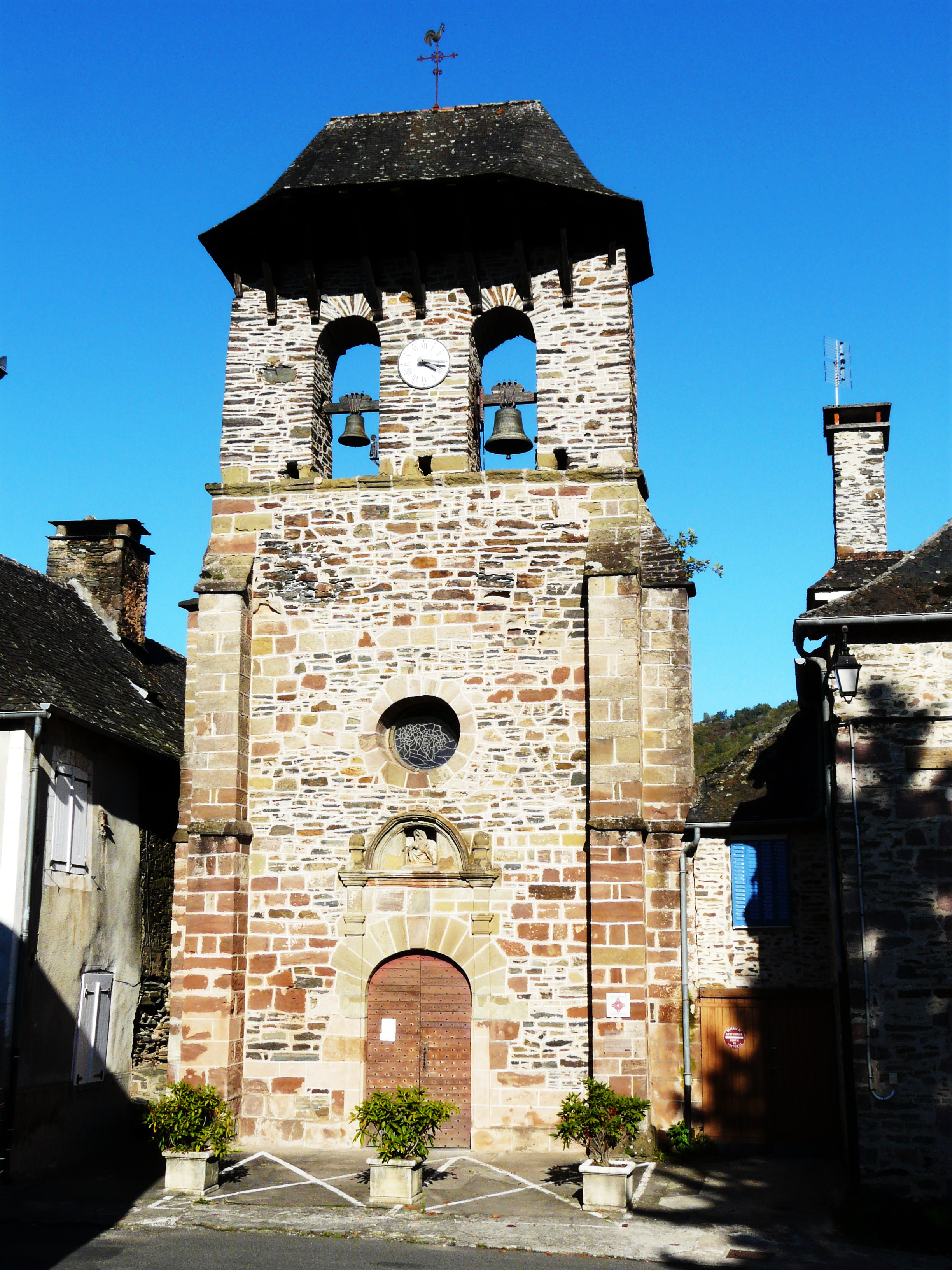
La chapelle Notre-Dame du Saillant.
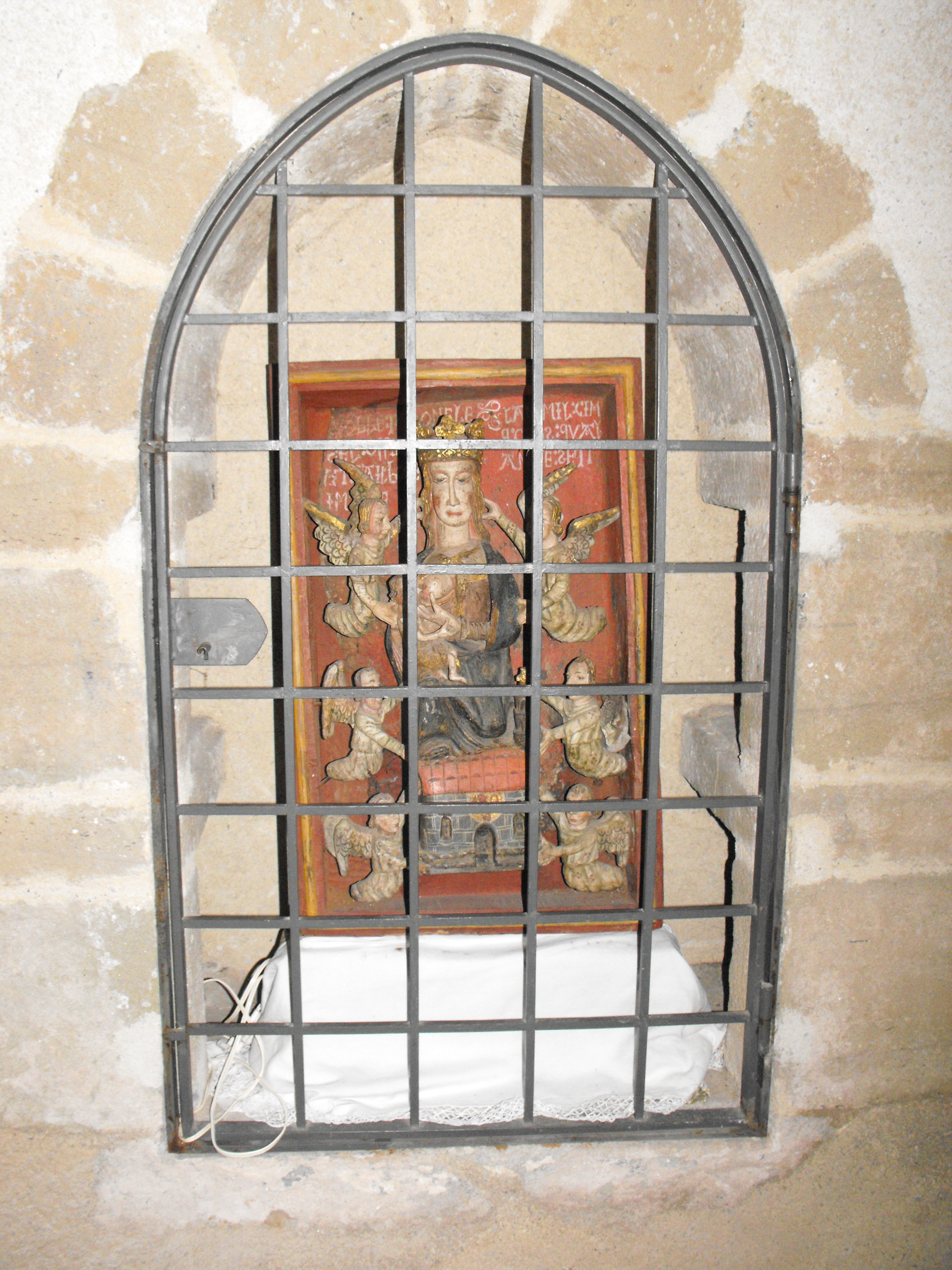
Vierge polychrome.

- Châteaux : 
  - le château de Mirabeau (ou château du Saillant), côté Voutezac, inscrit aux monuments historiques[7], dont les jardins se visitent en juin
  - le château du Saillant Vieux, ou château de Lasteyrie, et son domaine, inscrits au titre des monuments historiques en 2020[Note 1],[8].
- Chapelle Notre-Dame du Saillant, construite entre 1620 et 1624[9], inscrite aux monuments historiques[10], qui possède six vitraux signés Marc Chagall, ainsi qu'une Vierge polychrome
- Pont à becs du XIIIe siècle, classé monument historique[11]
- Barrage du Saillant et  centrale hydroélectriques. Depuis juillet 2014, une passerelle permet de passer d'une rive à l'autre de la Vézère, avec en amont deux belvédères surplombant le barrage.
- Base de canoës-kayaks
- Passage du GR 46 au Saillant

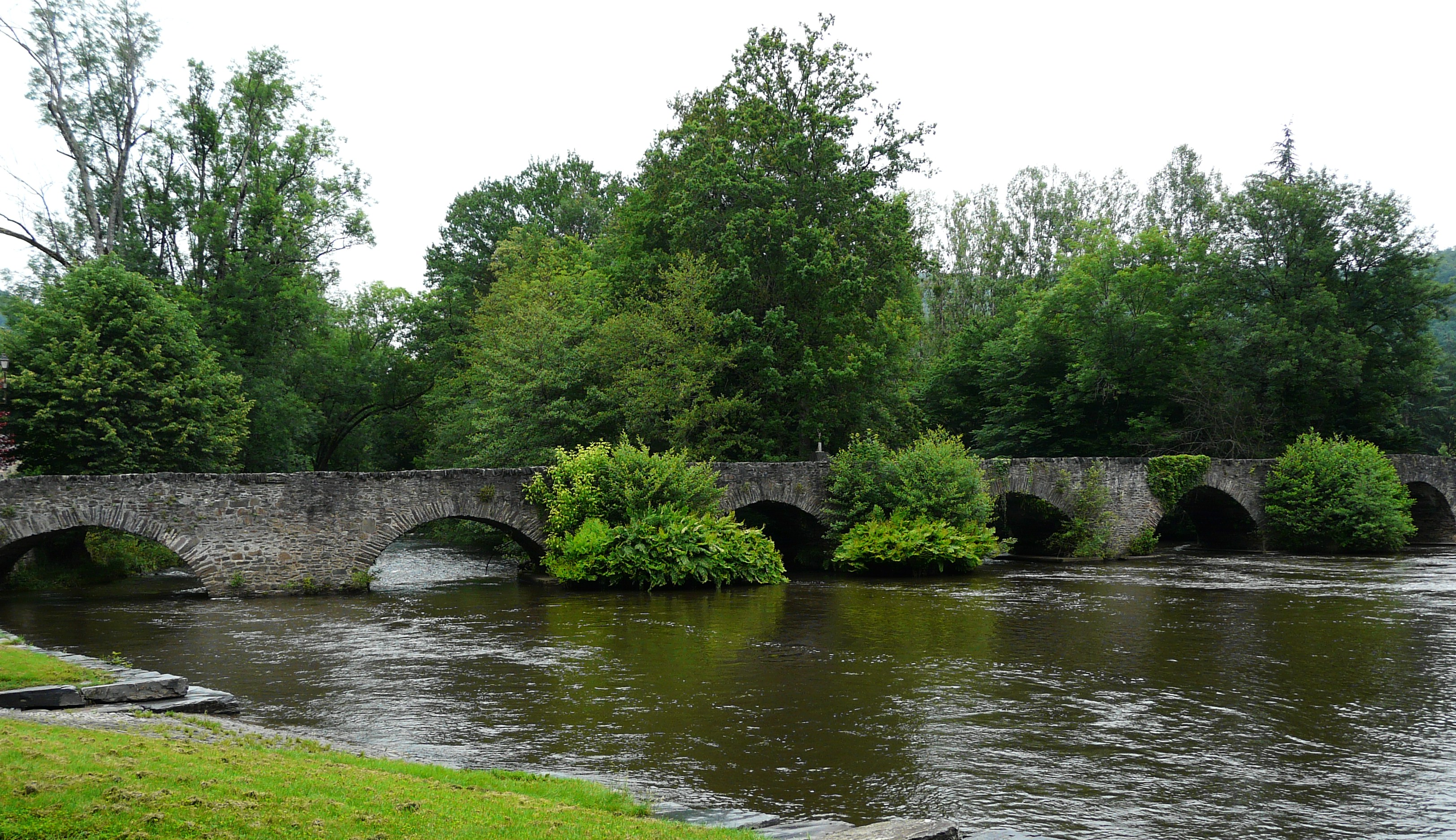
Le pont du Saillant vu de la rive droite.
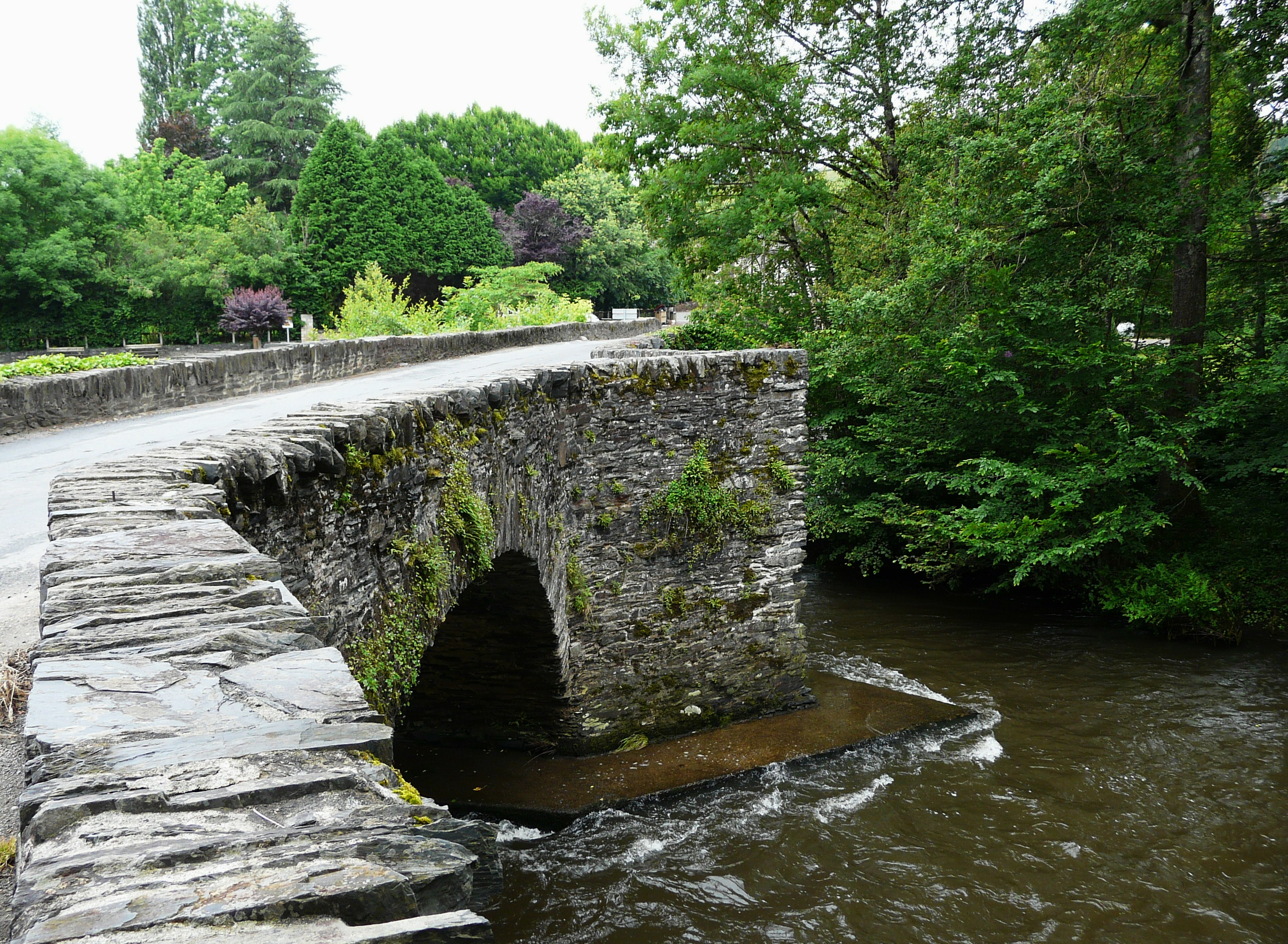
Côté amont, un des « becs » du pont.
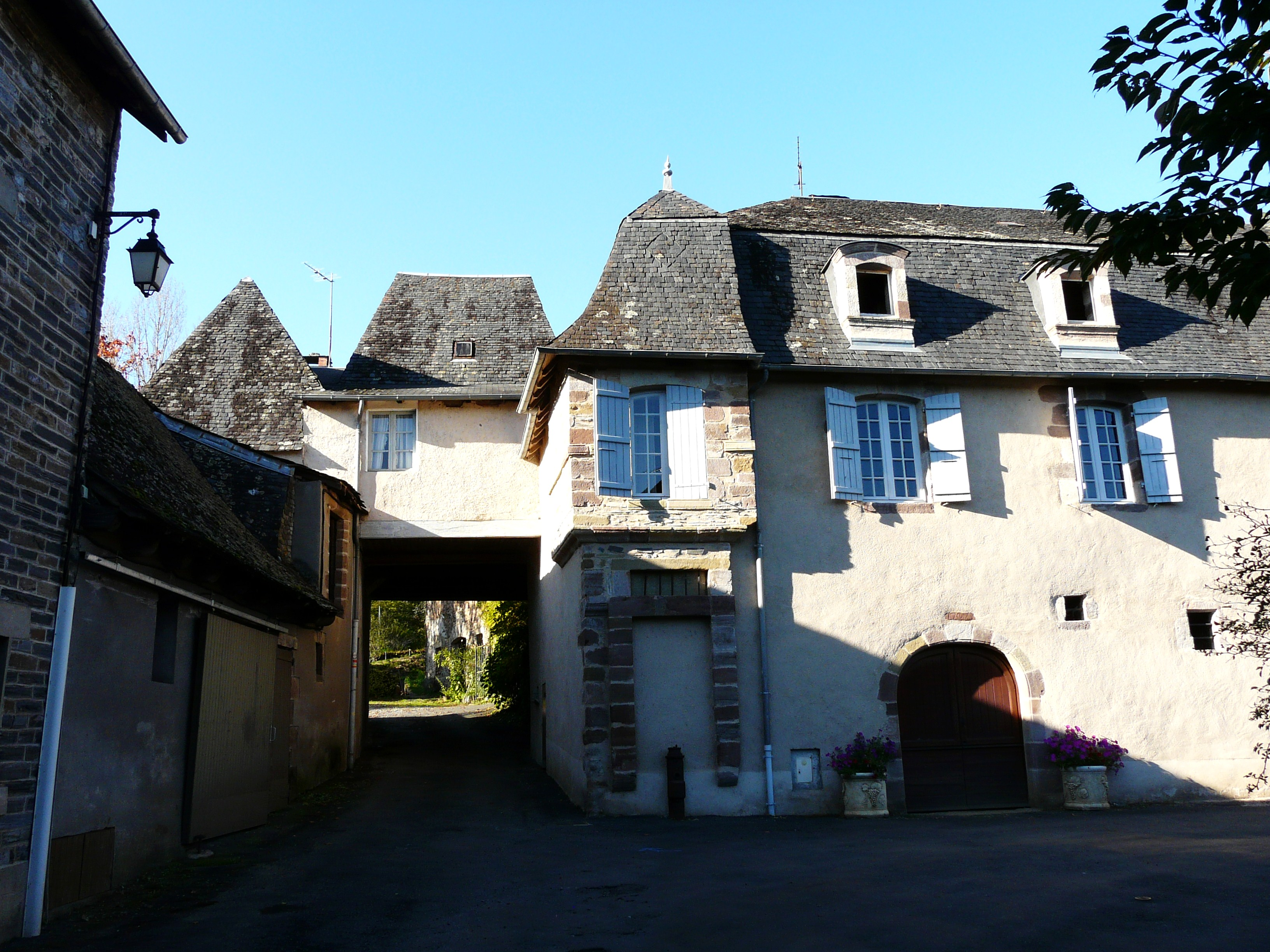
Datant de 1707, une maison ancienne du Saillant.
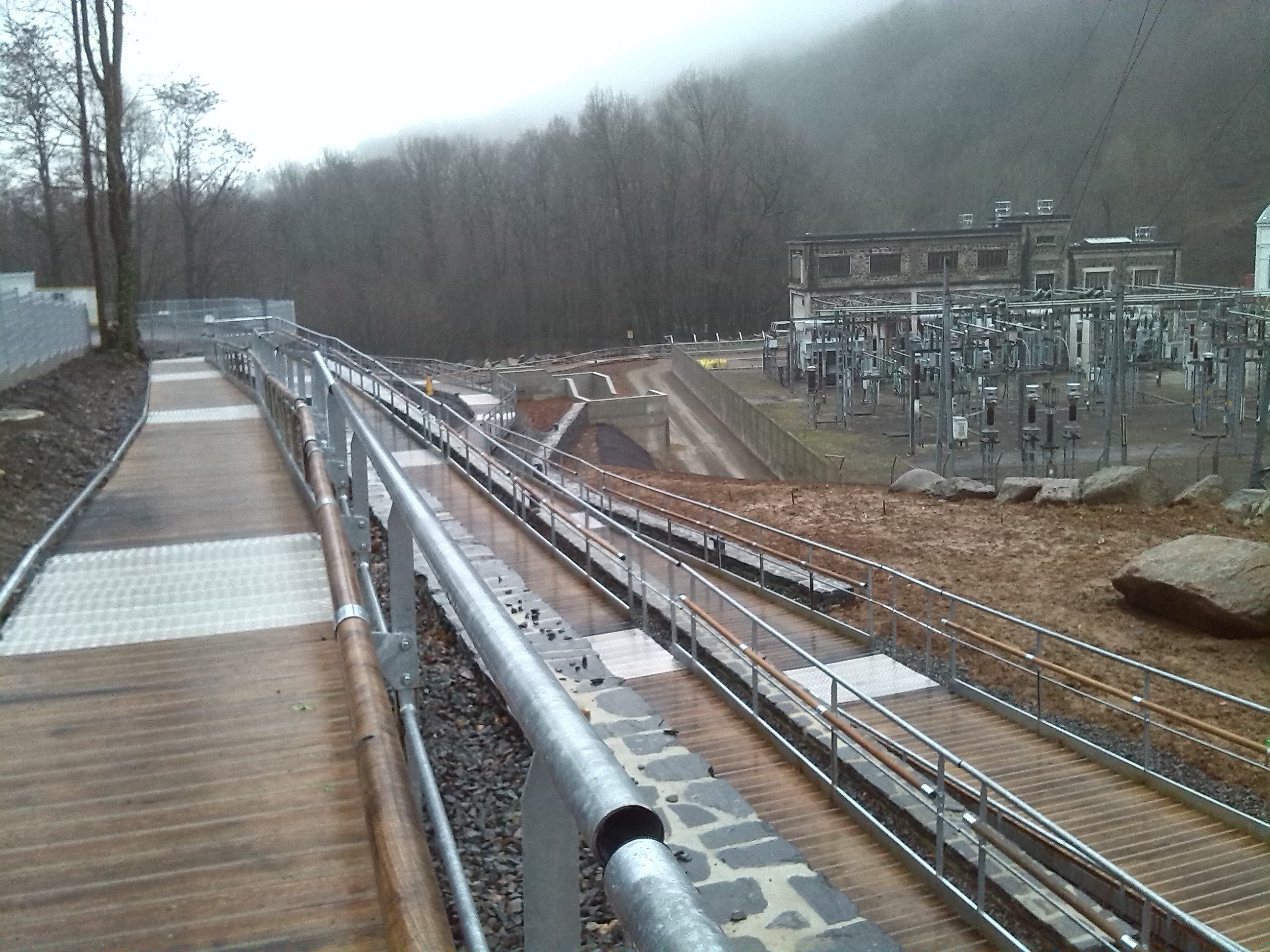
Passerelle reliant les berges de la Vézère.
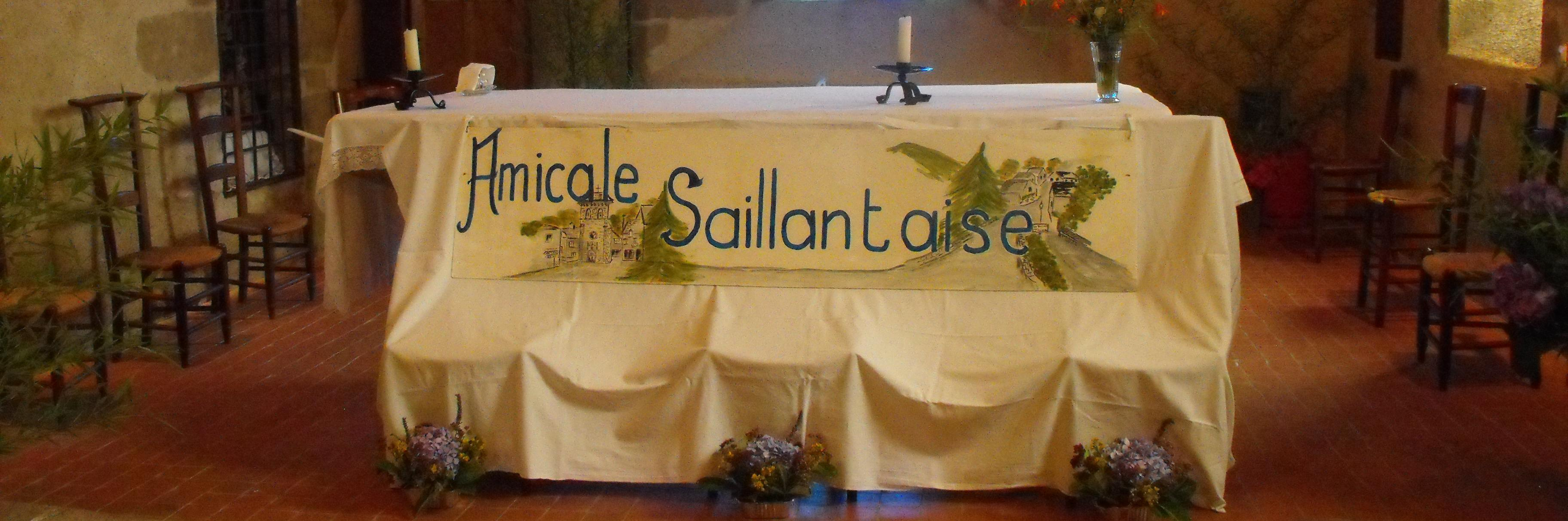
La bannière de l'Amicale saillantaise.

## Personnalités liées au village

Armoiries de la famille de Lasteyrie du Saillant

- Mirabeau a séjourné dans le village.
- Charles-Philibert de Lasteyrie du Saillant (1759-1849), fondateur du château de Lasteyrie. .
- Marcelle Praince y a fait bâtir une villa, le domaine de la Châtaigneraie.
- Robert Charles de Lasteyrie du Saillant (1849-1921) est un historien, archiviste et homme politique.
- Le comte Guy de Lasteyrie du Saillant (1923-1999) , chevalier de la Légion d'Honneur, et son épouse, Isabelle Giscard d'Estaing, chevalier de la Légion d'Honneur, fondateurs du Festival de la Vézère en 1981, au château de Mirabeau, plus connu sous le nom de château du Saillant.
- Gonzague Saint Bris 1948-2017), écrivain et journaliste, se marie en 1979 au château du Saillant avec Clémence de Lasteyrie de Saillant.

## Manifestations

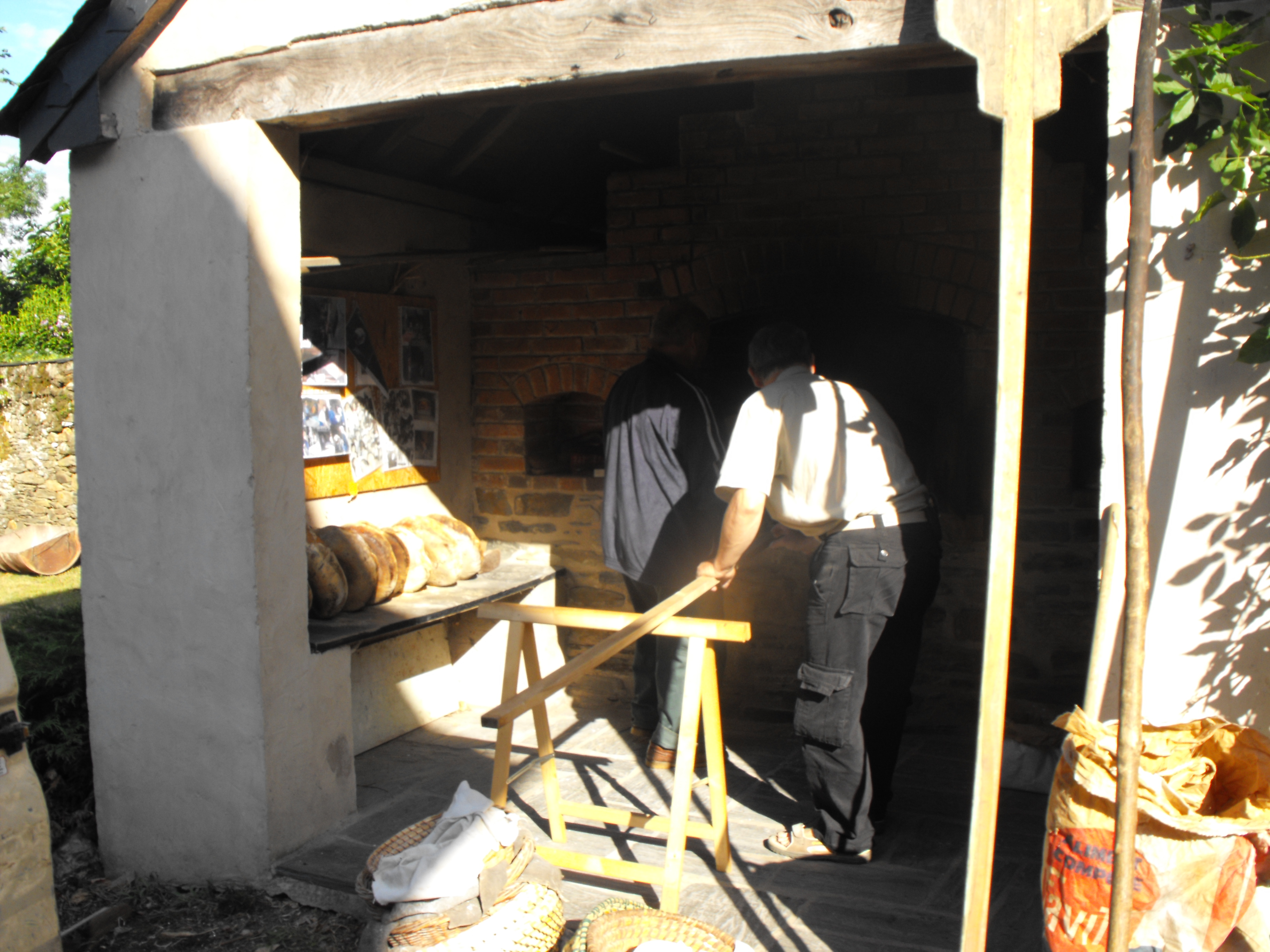
La cuisson du pain dans le vieux four lors de la fête 2010 de l'Amicale saillantaise.

- Le festival de la Vézère avec des concerts dont un au château du Saillant.
- En juillet 2009, une association est créée, l'Amicale saillantaise, dont le but est d'organiser des manifestations au sein des « Saillant » pour en réunir les habitants et souder les liens entre eux. À cette occasion, une bannière a vu le jour et a été bénite le 25 juillet 2010 dans la petite chapelle du Saillant.

### Cinéma
- Des séquences du film Le Chevalier de Pardaillan avec Gérard Barray sont tournées au pont du Saillant par Bernard Borderie en 1962[12].